# 38-я сессия Комитета всемирного наследия ЮНЕСКО
38-я се́ссия Комите́та Всеми́рного насле́дия ЮНЕ́СКО проходила в городе Доха (Катар) с 15 июня по 25 июня 2014 года под председательством шейхи Аль-Маясса бинт Хамад бин Халифа Аль Тани, «Катарской королевы культуры» и дочери шейха Хамада бин Халифа Аль Тани. В работе сессии приняли участие делегации от 21 страны-члена Комитета всемирного наследия, а также наблюдатели от государств-сторон Конвенции об охране культурного и природного наследия 1972 года, международных организаций и неправительственных объединений, учёные, эксперты, экологи.
На открытии сессии правительство Катара объявило, что направит вклад в размере 10 млн. долларов США в новый фонд, средства которого будут направлены на охрану объектов всемирного наследия, пострадавших в результате различных катаклизмов.
На рассмотрение Комитета были представлены 38 номинаций в 40 странах мира. Впервые был внесён объект на территории Мьянмы . Также будет проверена сохранность более сотни объектов всемирного наследия из 981 включённого объекта.
Также был проведён ряд параллельных мероприятий в рамках сессии, в частности, круглый стол на тему «Всемирное наследие в Африке», в котором примут участие министры государств Африки.
Ниже представлен список кандидатов, предложенных к рассмотрению на 38-й сессии Комитета всемирного наследия ЮНЕСКО.

## Объекты, внесённые в список всемирного наследия
| #  | Изображение | Название | Местоположение                                         | № объекта | Критерии           |
| -- | ----------- | --- | ------------------------------------------------------ | --------- | ------------------ |
| 1  |             | Рани-ки-Вав — ступенчатый колодец «Шаги королевы» Rani-ki-Vav (the Queen’s Stepwell) at Patan, Gujarat                                                                   | Индия                                                  | 922       | i, iv              |
| 2  |             | Архитектурно-исторический комплекс Булгар Bolgar Historical and Archaeological Complex                                                                                   | Россия                                                 | 981       | ii, vi             |
| 3  |             | Старая часть города Джидда Historic Jeddah, the Gate to Makkah | Саудовская Аравия                                      | 1361      | ii, iv, vi         |
| 4  |             | Пещеры Мареши и Бейт Гуврина в Иудейской долине как микрокосм Земли пещер Caves of Maresha and Bet-Guvrin in the Judean Lowlands as a Microcosm of the Land of the Caves | Израиль                                                | 1370      | v                  |
| 5  |             | Ландшафт виноградников Пьемонта: Ланге, Роеро и Монферрат Vineyard Landscape of Piedmont: Langhe-Roero and Monferrato                                                    | Италия                                                 | 1390      | v                  |
| 6  |             | Природный заповедник «Горная цепь Хамигуйтан» Mount Hamiguitan Range Wildlife Sanctuary                                                                                  | Филиппины                                              | 1403      | x                  |
| 7  |             | Большой Гималайский национальный парк Great Himalayan National Park Conservation Area                                                                                    | Индия                                                  | 1406      |                    |
| 8  |             | Стевнс Клинт Stevns Klint | Дания                                                  | 1416      | x                  |
| 9  |             | Пещера с наскальными рисунками Пон-д’Арк, известная как пещера Шове-Пон-д’Арк, Ардеш Decorated Cave of Pont d’Arc, known as Grotte Chauvet-Pont d’Arc, Ardèche           | Франция                                                | 1426      | i, iii             |
| 10 |             | Дельта Окаванго Okavango Delta | Ботсвана                                               | 1432      | vii, ix, x         |
| 11 |             | Монументальные земляные сооружения Поверти-Пойнт Monumental Earthworks of Poverty Point                                                                                  | США                                                    | 1435      | iii                |
| 12 |             | Эрбильская крепость Erbil Citadel | Ирак                                                   | 1437      | iv                 |
| 13 |             | Ландшафтный комплекс Чанг Ан Trang An Landscape Complex | Вьетнам                                                | 1438      | v, vii, viii       |
| 14 |             | Намхансансон Namhansanseong | Республика Корея                                       | 1439      | ii, iv             |
| 15 |             | Фабрика Ван Нелле, Роттердам Van Nellefabriek | Нидерланды                                             | 1441      | ii, iv             |
| 16 |             | Объекты Великого Шёлкового пути в Чанъань-Тянь-Шанском коридоре Silk Roads: the Routes Network of Chang’an-Tianshan Corridor                                             | Казахстан · Кыргызстан · Китай                         | 1442      | ii, iii, v, vi     |
| 17 |             | Великий канал Китая The Grand Canal | Китай                                                  | 1443      | i, iii, iv, vi     |
| 18 |             | Древние города царства Пью Pyu Ancient Cities | Мьянма                                                 | 1444      | ii, iii, iv        |
| 19 |             | Аббатство Корвей Carolingian Westwork and Civitas Corvey | Германия                                               | 1447      | ii, iii, iv        |
| 20 |             | Шёлкоткацкая фабрика Томиока Tomioka Silk Mill and Related Sites | Япония                                                 | 1449      | ii, iv             |
| 21 |             | Бурса и Джумалыкызык: рождение Османской империи Bursa and Cumalıkızık: the Birth of the Ottoman Empire                                                                  | Турция                                                 | 1452      | i, ii, iv, vi      |
| 22 |             | Поселения вождей и каменные шары племени Дикис доколумбового периода Precolumbian Chiefdom Settlements with Stone Spheres of the Diquís                                  | Коста-Рика                                             | 1453      | iii                |
| 23 |             | Шахри-Сухте Shahr-I Sokhta | Иран                                                   | 1456      | ii, iii, iv        |
| 24 |             | Пергам и его многогранный культурный ландшафт Pergamon and its Multi-Layered Cultural Landscape                                                                          | Турция                                                 | 1457      | i, ii, iii, iv, vi |
| 25 |             | Кхапак-Ньан — дорожная система инков Qhapaq Ñan, Andean Road System | Аргентина · Боливия · Колумбия · Перу · Чили · Эквадор | 1459      | ii, iii, iv, vi    |
| 26 |             | Культурный ландшафт южной части Иерусалима и деревни Баттир Palestine: Land of Olives and Vines — Cultural Landscape of Southern Jerusalem, Battir                       | Государство Палестина                                  | 1487      | iv, v              |

## Расширение объектов, находящихся в списке всемирного наследия
| # | Изображение | Название | Изменения | Место                         | № объекта | Дата включения |
| - | ----------- | --- | --- | ----------------------------- | --------- | -------------- |
| 1 |             | Беловежская пуща Białowieża Forest                                                                                                   | Уменьшение площадь объекта на территории Белоруссии более чем на 5000 гектаров и расширение площади польского участка с 5069 до 59 576 гектаров. | Беларусь · Польша             | 33        | 1992, 2014     |
| 2 |             | Древний город майя Калакмуль и окружающий его тропический лес Ancient Maya City and Protected Tropical Forests of Calakmul, Campeche | Добавлен окружающий объект тропический лес, тип объекта изменён на смешанный культурно-природный.                                                | Мексика                       | 1061      | 2002           |
| 3 |             | Южно-Китайский карст South China Karst                                                                                               | К объекту добавлены территории, примерно охватывающие 50000 гектар.                                                                              | Китай                         | 1248      | 2007           |
| 4 |             | Ваттовое море Wadden Sea | Добавлены участки, находящиеся на территории Дании.                                                                                              | Германия · Нидерланды · Дания | 1314ter   | 2009           |

## Объекты, внесённые в список всемирного наследия, находящегося под угрозой
В ходе сессии также было принято отложить решение по включению Большого Барьерного рифа (Австралия) в список всемирного наследия, находящегося под угрозой до 2015 года
.
| # | Изображение | Название | Местоположение        | № объекта | Дата включения в основной список |
| - | ----------- | --- | --------------------- | --------- | -------------------------------- |
| 1 |             | Охотничий резерват Селус Selous Game Reserve | Танзания              | 199       | 1982                             |
| 2 |             | Горнозаводской город Потоси City of Potosí | Боливия               | 420       | 1987                             |
| 3 |             | Культурный ландшафт южной части Иерусалима и деревни Баттир Palestine: Land of Olives and Vines — Cultural Landscape of Southern Jerusalem, Battir | Государство Палестина | 1487      | 2014                             |

## Объекты, исключённые из списка всемирного наследия, находящегося под угрозой
| # | Изображение | Название                                                                            | Местоположение | № объекта | Дата включения в основной список | Дата включения в список объектов, находящихся под угрозой |
| - | ----------- | ----------------------------------------------------------------------------------- | -------------- | --------- | -------------------------------- | --------------------------------------------------------- |
| 1 |             | Руины Килва-Кисивани и Сонго-Мнара Ruins of Kilwa Kisiwani and Ruins of Songo Mnara | Танзания       | 144       | 1981                             | 2004                                                      |

## Карта
- — объекты, внесённые в список всемирного наследия
- — объекты, находящиеся в списке всемирного наследия и получившие изменения
- — объекты, внесённые в список всемирного наследия, находящегося под угрозой
- — объект, исключённый из списка всемирного наследия, находящегося под угрозой